# Francesc d'Assís Galí i Solà
Francesc d'Assís Galí i Solà (Camprodon, Segle XIX – Barcelona, 1914) fou un sacerdot escolapi i pedagog català.

## Biografia
Residí a Mataró on va ser professor de geografia i història, almenys des de 1870, del Colegio Catalunya / Valldemia. Fundà una escola per a noies, la qual es fusionà amb la del Sagrat Cor del carrer de la Coma: la dirigí de 1874 a 1878. Director dels socis acadèmics de l'Ateneu Mataroní i membre de la seva junta de govern. Es traslladà a Barcelona i hi fundà amb el llicenciat don Antoni Raja l'Acadèmia Balmes, nom amb el qual retia homenatge al filòsof vigatà en contra de les tendències catòliques integristes. Era d'ensenyament de batxillerat i estava situada a la part alta del Passeig de Gràcia, coneguda com els Jardinets de Gràcia. El 1899 l'Escola Pia es va fer càrrec d'aquest col·legi. Mossèn Francesc era membre de la Reial Acadèmia de la Història i comanador de la Reial Orde d'Isabel II d'Espanya.

## Obres
- Francesc d'Assís GALÍ I SOLÀ Devocionario de infantes Barcelona: Imp. de Luis Tasso, 1887.
- Josep MORER; Francesc d'Assís GALÍ I SOLÀ: Historia de Camprodon. Barcelona: Imp. de Pedro Casanovas, 1879.